# ALCO RS-1
As locomotivas Diesel-Elétrica ALCO RS-1 foram compradas pela EFCB, SPR e EFSJ. A Central do Brasil realizou a primeira compra em 1945, recebendo 34 unidades, posteriormente em 1948 recebeu mais 4 locomotivas do mesmo modelo. As locomotivas da São Paulo Railway foram adquiridas em 1948, sendo fabricadas simultaneamente, com as locomotivas entregues a Central naquele ano. Em 1956 a Santos-Jundiaí recebeu mais 2 locomotivas, que somaram as 6 inicialmente compradas pela SPR.
Todas as locomotivas foram fabricadas pela American Locomotive Company nos EUA.

## Proprietários originais
Primeiras treze locomotivas
| Ferrovia                                                 | Quantidade | Número na via | Notas                                                                                                |
| -------------------------------------------------------- | ---------- | ------------- | --- |
| Atlanta and St. Andrews Bay Railroad (ASAB)              | 3          | 901-903       | para o Exército dos Estados Unidos nº's 8010-8012                                                    |
| Chicago, Milwaukee, St. Paul and Pacific Railroad (MILW) | 2          | 1678-1679     | para o Exército dos Estados Unidos nº's 8002-8003                                                    |
| Chicago, Rock Island and Pacific Railroad (CRI&P RR)     | 4          | 746-749       | para o Exército dos Estados Unidos nº's 8004, 8007, 8005, 8006; 748 primeira RS-1 construída em 3/41 |
| New York, Susquehanna and Western Railroad (NYSW)        | 2          | 231, 233      | para o Exército dos Estados Unidos nº's 8000-8001                                                    |
| Tennessee Coal, Iron and Railroad Company (TCI)          | 2          | 601-602       | para o Exército dos Estados Unidos nº's 8008-8009                                                    |
| Total                                                    | 13         |               | |

Restante da produção
| Ferrovia                                                              | Quantidade | Número na via                         | Notas |
| --------------------------------------------------------------------- | ---------- | ------------------------------------- | --- |
| Akron, Canton and Youngstown Railroad (ACY)                           | 1          | D-2                                   | |
| Alabama, Tennessee and Northern Railway (ATN)                         | 11         | 101-111                               | Para a SLSF 101-111 |
| Alaska Railroad (ARR)                                                 | 2          | 1000-1001                             | A 1001 está exposta no Museum of Alaska Transportation and Industry                                                                    |
| Alton Railroad (A)                                                    | 10         | 50-59                                 | |
| Ann Arbor Railroad (AA)                                               | 2          | 20-21                                 | 20 adquirida por sociedade de preservação e exposta em museu 21 adquirida por sociedade de preservação                                 |
| Atchison, Topeka and Santa Fe Railway (ATSF)                          | 6          | 2385–2388, 2394–2395                  | 2385–2388 renumeradas para 2396–2399                                                                                                   |
| Atlanta and St. Andrews Bay Railroad (ASAB)                           | 10         | 904-913                               | 904, 913 expostas em museus; 905 adquirida pela Maryland and Delaware Railroad (MDDE) restante desconhecido                            |
| Atlantic and East Carolina Railway (?)                                | 1          | 500                                   | |
| Bamberger Railroad (?)                                                | 1          | 570                                   | para Union Pacific 1270 |
| Central Railroad of New Jersey (CNJ)                                  | 6          | 1200–1205                             | |
| Chesapeake and Ohio Railway (C&O, CO)                                 | 2          | 5114–5115                             | última numeração da 5114 na Baltimore and Ohio Railroad 9185 última numeração da 5115 na Baltimore and Ohio Railroad 9186              |
| Chicago and Eastern Illinois Railway (CEI)                            | 4          | 115–118                               | |
| Chicago and North Western Railway (CNW)                               | 6          | 1066–1069, 1080–1081                  | |
| Chicago and Western Indiana Railroad (CWI)                            | 12         | 252–263                               | |
| Chicago, Milwaukee, St. Paul and Pacific Railroad (MILW)              | 5          | 1676, 1677, 961–963                   | |
| Chicago, Rock Island and Pacific Railroad (CRI&P RR)                  | 11         | 735–745                               | |
| Duluth, South Shore and Atlantic Railway (DSA)                        | 8          | 100–107                               | para a Soo Line Railroad 103 adquirida pela Algers, Winslow and Western Railway 104 adquirida pela Algers, Winslow and Western Railway |
| DuPont                                                                | 4          | 105–108                               | |
| Gaylord Container                                                     | 2          | 302–303                               | |
| GE-Atomic Energy Commission                                           | 4          | 39-3729 – 39-3732                     | |
| Genesee and Wyoming Railroad (GNWR)                                   | 2          | 25, 30                                | 25 vendida |
| Grand Trunk Western Railway (GTW)                                     | 2          | 1950–1951                             | Últimas RS-1's construídas para Ferrovia dos Estados Unidos 11/1957                                                                    |
| Great Northern Railway (GN)                                           | 4          | 182–185                               | 182 preservada no West Coast Railway Heritage Park                                                                                     |
| Gulf, Mobile and Ohio Railroad (GMO)                                  | 24         | 1102–1117, 1120–1127                  | |
| Illinois Terminal Railroad (ITC)                                      | 6          | 750–752, 754–756                      | |
| Kansas City Southern Railway (KCS)                                    | 4          | 1110–1113                             | |
| Lake Erie, Franklin and Clarion Railroad (LEF)                        | 2          | 20–21                                 | |
| Lake Superior and Ishpeming Railroad (LSI)                            | 3          | 1001–1003                             | |
| Long Island Rail Road (LI)                                            | 9          | 461–469                               | |
| Midland Continental Railroad (?)                                      | 2          | 401–402                               | |
| Minneapolis and St. Louis Railway (MSTL)                              | 35         | vários                                | renumeradas 200-234 |
| Ferrocarriles Nacionales de México (NDEM, NDM, NDMZ)                  | 64         | 5606–5663, (5619–5624 dupla)          | 5663 última RS-1 construída 3/1960 |
| New York, New Haven and Hartford Railroad (NH)                        | 12         | 0660–0671                             | |
| New York Central Railroad (NYC)                                       | 14         | 8100–8113                             | renumeradas 9900–9913 |
| New York, Susquehanna and Western Railroad (NYSW)                     | 16         | 230–256                               | |
| Northern Pacific Railway (NP)                                         | 4          | 155–158                               | renumeradas 800–803 157, 802 último número 952 158, 803 último número 953                                                              |
| Pennsylvania Railroad (PRR)                                           | 27         | 5619–5640, 5906, 8485–8486, 8857–8858 | |
| Rutland Railroad (RUT)                                                | 6          | 400–405                               | 400 adquirida pela MDDE 22 |
| Minneapolis, St. Paul and Sault Ste. Marie Railroad Soo Line (SOO)    | 4          | 350–353                               | |
| Soo Line (Wisconsin Central Railway) (WC)                             | 9          | 2360–2368                             | |
| Spokane International Railroad (SI)                                   | 12         | 200–211                               | |
| Spokane, Portland and Seattle Railway (SP&S)                          | 2          | 50–51                                 | |
| Spokane, Portland and Seattle Railway (Oregon Electric Railway) (OER) | 4          | 52–55                                 | |
| Tennessee Coal, Iron and Railroad Company (TCI)                       | 3          | 602–604                               | |
| Washington Terminal Company (WATC)                                    | 25         | 40–64                                 | 46, 47, 57 e 59 ainda operativas |
| Arabian American Oil Company (Aramco) (Arábia Saudita)                | 6          | A11x50, A11x51, 1002–1005             | |
| Estrada de Ferro Central do Brasil (EFCB)                             | 38         | 3100–3137                             | Bitola de 1 600 mm (5,25 ft) |
| São Paulo Railway (SPR)                                               | 6          | 504–509                               | Bitola 1 600 mm (5,25 ft) para a Estrada de Ferro Santos-Jundiaí                                                                       |
| Estrada de Ferro Santos-Jundiaí (EFSJ)                                | 2          | 510–511                               | Bitola 1 600 mm (5,25 ft) |
| Total                                                                 | 456        |                                       | |